# Church of God in Christ
Church of God in Christ (Kirche Gottes in Christus) ist eine pfingstlerische Denomination, die größte in den Vereinigten Staaten und weltweit aktiv.

## Herkunft und Größe
In ihrer historischen Entwicklung ist die Church of God in Christ eine afroamerikanische Kirche der Pfingstbewegung. Sie hat (Stand 2021) rund 6,5 Millionen Mitglieder weltweit. Gründer war 1907 Charles Harrison Mason in Memphis, Tennessee. 1914 trennte sich die pfingstlerische Kirche Assemblies of God in den Vereinigten Staaten ab.

## Struktur und Organisation
Der Hauptsitz der Kirche befindet sich im Mason Temple in Memphis, Tennessee.

## Leitender Bischof
Leitender Bischof ist seit 2007 Charles E. Blake.